# ジョヴァンニ・フランチェスコ・ピコ・デラ・ミランドラ

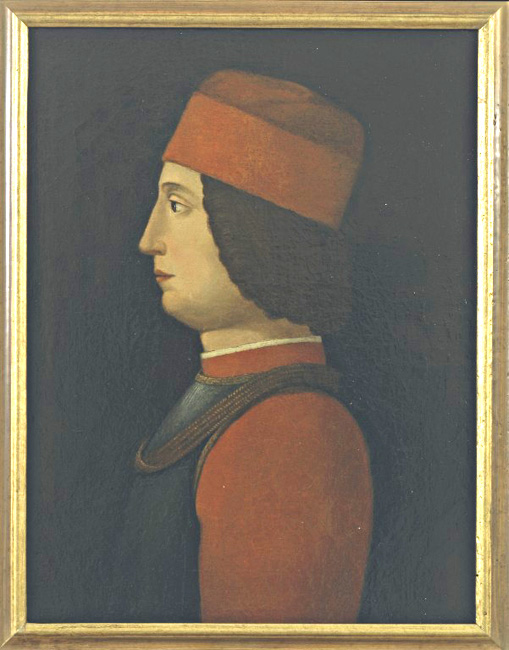
ジョヴァンニ・フランチェスコ2世・ピコ・デラ・ミランドラ

ジョヴァンニ・フランチェスコ・ピコ・デラ・ミランドラ（Giovanni Francesco Pico della Mirandola、1470年 - 1533年) は、
イタリアの貴族、哲学で、ピコ・デラ・ミランドラの甥。ジャンフランチェスコ・ピコ・デラ・ミランドラ（Gianfrancesco Pico della Mirandola）と呼ばれることが多い。悪魔学者としても知られ、著書『魔女』（La Strega）は、ウィッチクラフトを扱ったイタリア語の初の書籍として重要視されている。また、魔女と悪魔の性交渉の問題について重視した。